# Trage weg

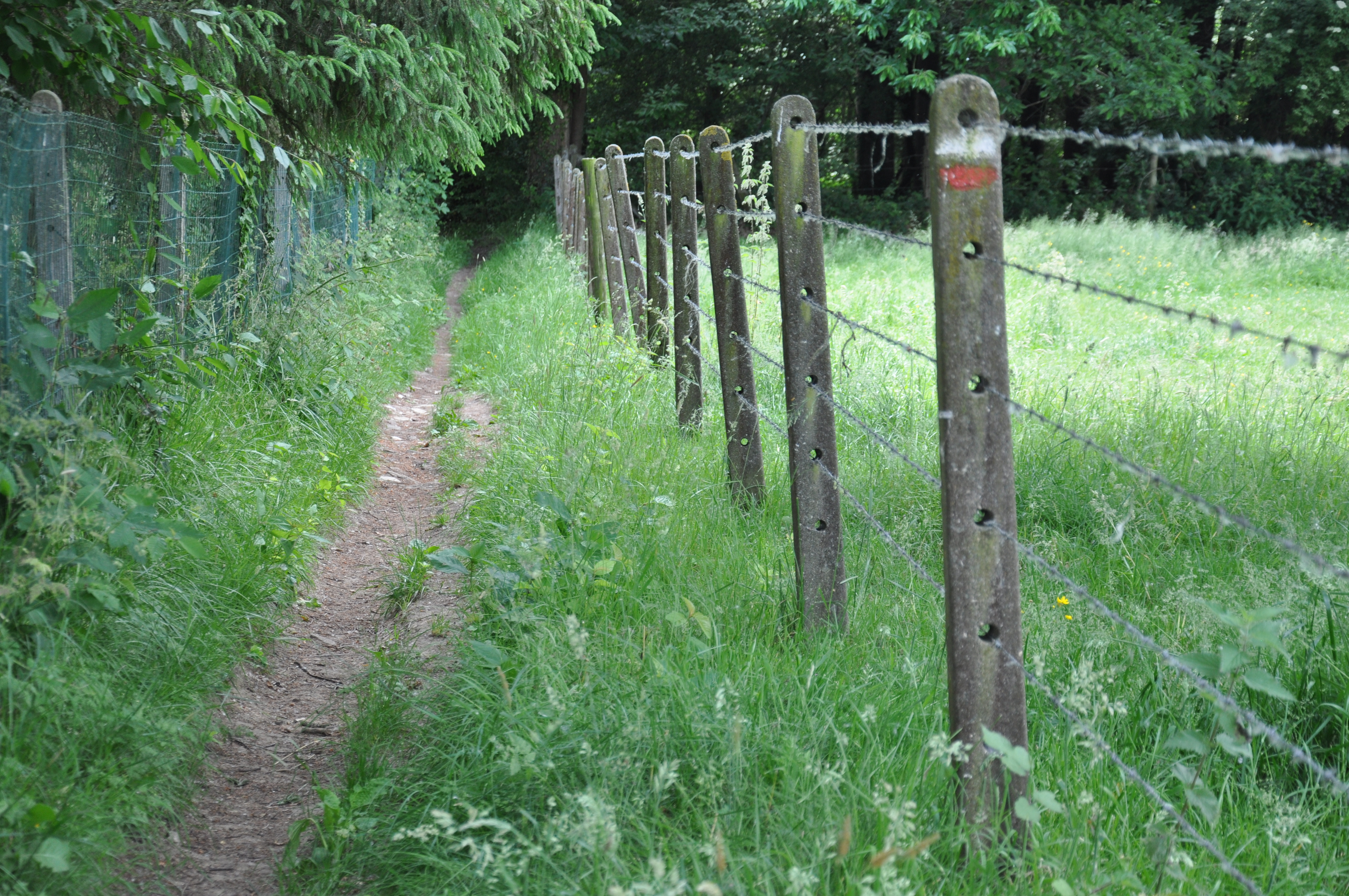
Trage weg, als deel van een GR-pad

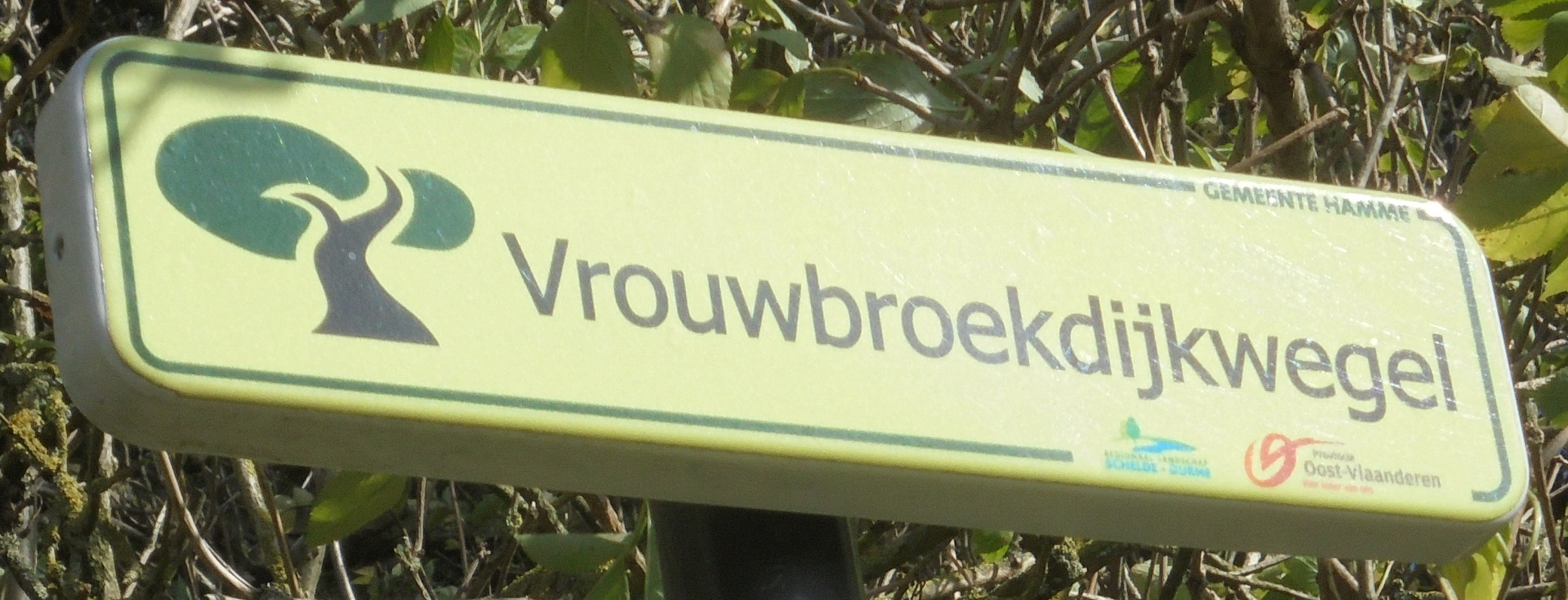
Bewegwijzering trage wegen in Vlaanderen

Een trage weg is een begrip dat hoofdzakelijk in Vlaanderen en Brussel wordt gebruikt om een openbare weg voor niet-gemotoriseerd verkeer aan te duiden. Onder dit openbaar karakter moet het publiekelijk gebruik worden verstaan en geenszins het feit dat de weg is ingedeeld bij de administratiefrechtelijke openbare wegen.
Deze definitie is dus een gebruikersdefinitie en ze staat als verzamelterm voor alle wegen die dienen voor het niet-gemotoriseerd openbaar verkeer, zoals wandelaars, fietsers of ruiters.
De European Greenways Association (EGWA) definieert de overeenkomende term greenway als volgt:
Greenways zijn verbindingswegen die exclusief gereserveerd zijn voor niet-gemotoriseerde tochten, integraal ontwikkeld ter verbetering van zowel het milieu als de leefomgeving. De routes moeten voldoen aan redelijke eisen qua breedte, helling en wegdek, zodat ze gebruiksvriendelijk zijn en weinig risico's opleveren, gegeven de uiteenlopende mogelijkheden van de gebruikers. In dit opzicht zijn jaagpaden en afgedankte spoorlijnen uitstekend uitgangsmateriaal voor het ontwikkelen van greenways.— Verklaring van Lille, 12 september 2000
De begrippen trage weg en greenway zijn ontstaan vanuit een maatschappelijke vraag naar zulke wegen die een bijzondere finaliteit hebben. Sinds het begrip anno 2001 werd omschreven, zijn er op verenigings- en beleidsniveau steeds meer inspanningen gedaan om deze wegen te inventariseren en, wanneer de doorgang ervan wordt verhinderd, opnieuw open te stellen. Door de onduidelijkheid over de juridische situatie van deze wegen is dit laatste niet altijd eenvoudig. Onder meer Trage Wegen vzw en heel wat Regionale Landschappen zijn hiermee bezig in Vlaanderen.

## Soorten trage wegen
Omdat een trage weg stoelt op het gebruik van de weg, kan deze er erg verschillend uitzien. Het gekendste voorbeeld zijn de kerkwegels, kleine paden die rechtdoor naar de parochiekerk leiden en zodoende vaak akkers, weilanden en zelfs boerderijen doorkruisen. Maar ook veldwegen, bospaden, holle wegen, jaagpaden, oude spoorwegpaden, steegjes alsook winkelwandelstraten zijn trage wegen.

## Administratiefrechtelijke toestand
Hieruit zouden we kunnen besluiten dat een trage weg steeds een openbare weg is in verkeersreglementaire zin. Dit is echter een feitenkwestie. We gaan ervan uit dat het publiek gebruik van een weg als trage weg leidt tot een weg in feitelijke toestand van openbare weg (in verkeersreglementaire zin), zolang het openbaar verkeer plaatsvindt. Het feit dat niet alle verkeer gebruik kan maken van de weg doet niets af van de vaststelling dat de weg een openbaar karakter heeft. Een weg kan immers openstaan voor het verkeer van het publiek zonder dat die is ingericht voor het voertuigenverkeer in het algemeen.
Vast staat dat een trage weg zeker niet automatisch bestemd is tot het publiek gebruik, waardoor een trage weg niet noodzakelijk een openbare weg is in administratiefrechtelijke zin. Anderzijds, de omvang van het publiek verkeer is van geen tel voor een openbare weg in administratiefrechtelijke zin: de openbare bestemming volstaat. Wederrechtelijk afgesloten of ingepalmde openbare wegen in administratiefrechtelijke zin, ongeacht hun juridisch statuut, behouden echter wel de kwalificatie als openbare weg in administratiefrechtelijke zin.
Bij heel wat ingepalmde of wederrechtelijk afgesloten trage wegen is het moeilijk vast te stellen of er effectief een openbare weg in administratiefrechtelijke zin is geweest. Er bestaan geen plannen van alle openbare wegen in administratiefrechtelijke zin. Na het stopzetten van het openbaar verkeer over een trage weg verdwijnen regelmatig de tekenen die op het bestaan van de weg wezen. Enkele voorbeelden maken dit duidelijk: de weg ziet eruit als een tuin, de scheiding tussen twee akkers wordt mee omgeploegd en bewerkt, enzovoorts. Dit vergemakkelijkt geenszins het aantonen van het juridische statuut van de weg(en) in kwestie.
De essentie is dus dat de ‘trage wegen’ geen afzonderlijk administratief statuut hebben.

## Verschillende juridische statuten van trage wegen
- Buurtweg
- Gemeenteweg
- Publiekrechtelijke erfdienstbaarheid van doorgang
- Wegen in feitelijke toestand van openbare weg

## Internationaal
- Frankrijk: Voie Verte is in Frankrijk een algemeen toegankelijke weg, uitsluitend bedoeld voor niet-gemotoriseerd verkeer. Het zijn vaak afgedankte spoortrajecten of oude trekwegen langs kanalen.
- In Portugal wordt de term ecopista gebruikt
- In Spanje wordt de term via verde uitsluitend gebruikt voor trage wegen over voormalige spoorwegen.
- Engelstalige gebieden: Hoewel de EGWA in het Engels een formele definitie van een greenway heeft gegeven, verschilt de betekenis van Greenway per regio en land. In de Verenigde Staten kan de term zelfs op willekeurige toegankelijke stroken in het landschap slaan, bijvoorbeeld langgerekte zandstranden of open stroken in bossen.